# Compsognathus longipes
Compsognathus longipes fou un petit dinosaure teròpode carnívor bípede. Era gros com un gall dindi i visqué fa aproximadament 150 milions d'anys, a principis de l'estatge faunístic Titonià del Juràssic superior, en allò que actualment és Europa. Els paleontòlegs n'han trobat dos fòssils ben preservats, un a Alemanya a la dècada del 1850 i un altre a França més d'un segle després. Moltes representacions populars encara descriuen Compsognathus com un dinosaure «de la mida d'una gallina» a causa de la petitesa de l'exemplar alemany, considerat actualment la forma jove de l'exemplar francès, més gran. Compsognathus és un dels pocs dinosaures dels quals es coneix la dieta amb certesa: s'han trobat restes de petites sargantanes àgils dins l'estómac d'ambdós exemplars. Unes dents descobertes a Portugal podrien representar més restes fòssils d'aquest gènere.
Tot i que no se'l reconegué com tal a l'hora del seu descobriment, Compsognathus és el primer dinosaure conegut a partir d'un esquelet raonablement complet. Actualment, C. longipes n'és l'única espècie reconeguda, tot i que l'exemplar més gran descobert a França a la dècada del 1970 fou considerat en el passat com pertanyent a una espècie diferent, C. corallestris. Fins a les dècades del 1980 i del 1990 Compsognathus fou el dinosaure més petit conegut, i fou considerat el parent més proper de l'ocell primitiu Archaeopteryx. Així doncs, aquest gènere de dinosaure és un dels pocs ben coneguts fora dels cercles paleontològics.

## Morfologia

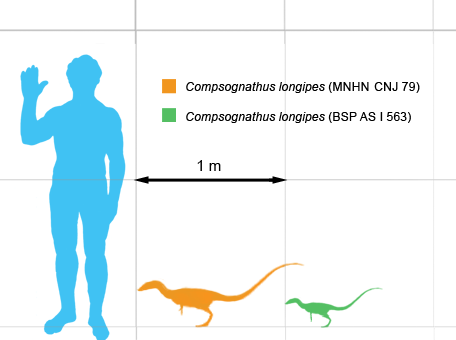
Compsognathus feia aproximadament 1 metre de llargada.

Durant dècades, Compsognathus fou celebrat com el dinosaure més petit conegut; els exemplars conservats mesuraven aproximadament 1 metre de llargada. Tanmateix, es creu que dinosaures descoberts posteriorment, com ara Caenagnathasia, Microraptor i Parvicursor, eren encara més petits. S'estima que Compsognathus pesava aproximadament 3 kg.
Compsognathus era un petit animal bípede amb llargues potes posteriors i una cua encara més llarga, que utilitzava per mantenir l'equilibri durant la locomoció. Les potes anteriors eren més petites que les posteriors, presentaven tres dits dotats d'urpes sòlides adaptades per agafar preses. El seu delicat crani era estret i llarg, amb un musell puntut. El crani tenia cinc parells de fosses (obertures cranials), la més gran de les quals era la de l'òrbita ocular. Els ulls eren grans en proporció a la resta del crani.
El maxil·lar inferior era esvelt i no tenia fossa mandibular, un forat al maxil·lar inferior habitual en els arcosaures. Les dents eren petites però afilades, adaptades a la seva dieta de petits vertebrats i possiblement altres animals petits, com ara insectes. Les seves dents més anteriors (les de la premaxil·la) no eren serrades, a diferència de les posteriors. Els científics han utilitat aquestes característiques dentàries per identificar Compsognathus i els seus parents més propers.

## Descobriment i espècies

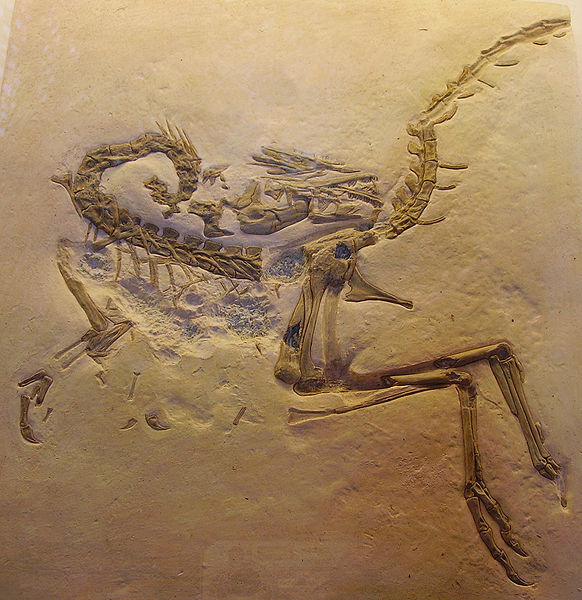
Joseph Oberndorfer descobrí aquest fòssil de Compsognathus a Baviera, Alemanya, a la dècada del 1850. Aquest n'és un motlle exposat al Museu d'Història Natural de la Universitat d'Oxford.

Compsognathus és conegut a partir de dos esquelets gairebé complets: un d'Alemanya que mesura 89 cm de longitud, i un altre de França que mesura 125 cm. El metge i col·leccionista de fòssils Joseph Oberndorfer, durant la dècada del 1850, descobrí l'exemplar alemany (BSP AS I 563) als dipòsits litogràfics de llims de Solnhofen, a la regió de Riedenburg-Kelheim de Baviera. Els llims de la regió de Solnhofen també han conservat fòssils tan ben preservats com els de l'arqueòpterix amb impressions de les plomes, o alguns pterosaures amb empremtes de les membranes voladores que daten de l'estatge Titonià inferior. Johann A. Wagner descrigué breument l'exemplar el 1859, i més detalladament el 1861, quan encunyà el nom Compsognathus longipes. A principis del 1868, Thomas Huxley teoritzà que l'exemplar estava estretament relacionat amb els dinosaures, i el 1896, Othniel Marsh reconegué el fòssil com membre autèntic d'aquest grup. John Ostrom feu una revisió en profunditat de l'espècie el 1978, fent-ne un dels petits teròpodes més ben coneguts d'aquell temps. L'exemplar alemany està exposat a la Bayerische Staatsammlung für Paläontologie und historische Geologie (Col·lecció Estatal Bàvara de Paleontologia i Geologia Històrica) de Múnic, Alemanya.
L'exemplar francès (MNHN CNJ 79), més gran, fou descobert el 1972 als llims litogràfics portlandians de Canjuers, a prop de Niça al sud-est de França. Data del Titonià inferior. Bidar descrigué originalment l'exemplar com una espècie separada amb el nom Compsognathus corallestris, però posteriorment Michard i altres l'han reclassificat com un nou exemplar de Compsognathus longipes. Quimby identificà l'exemplar alemany més petit com membre jove de la mateixa espècie. El 1983, el Museu Nacional d'Història Natural de París adquirí el fòssil de Compsognathus francès; Michard l'estudià en profunditat allí. Els científics identificaren originalment un peu parcial, també provinent de Solnhofen, com pertanyent a Compsognathus, però recerques posteriors han descartat aquesta teoria. Zinke ha assignat dents de la formació portuguesa de Guimerota, del Kimmeridgià, a aquest gènere.

## Paleoecologia

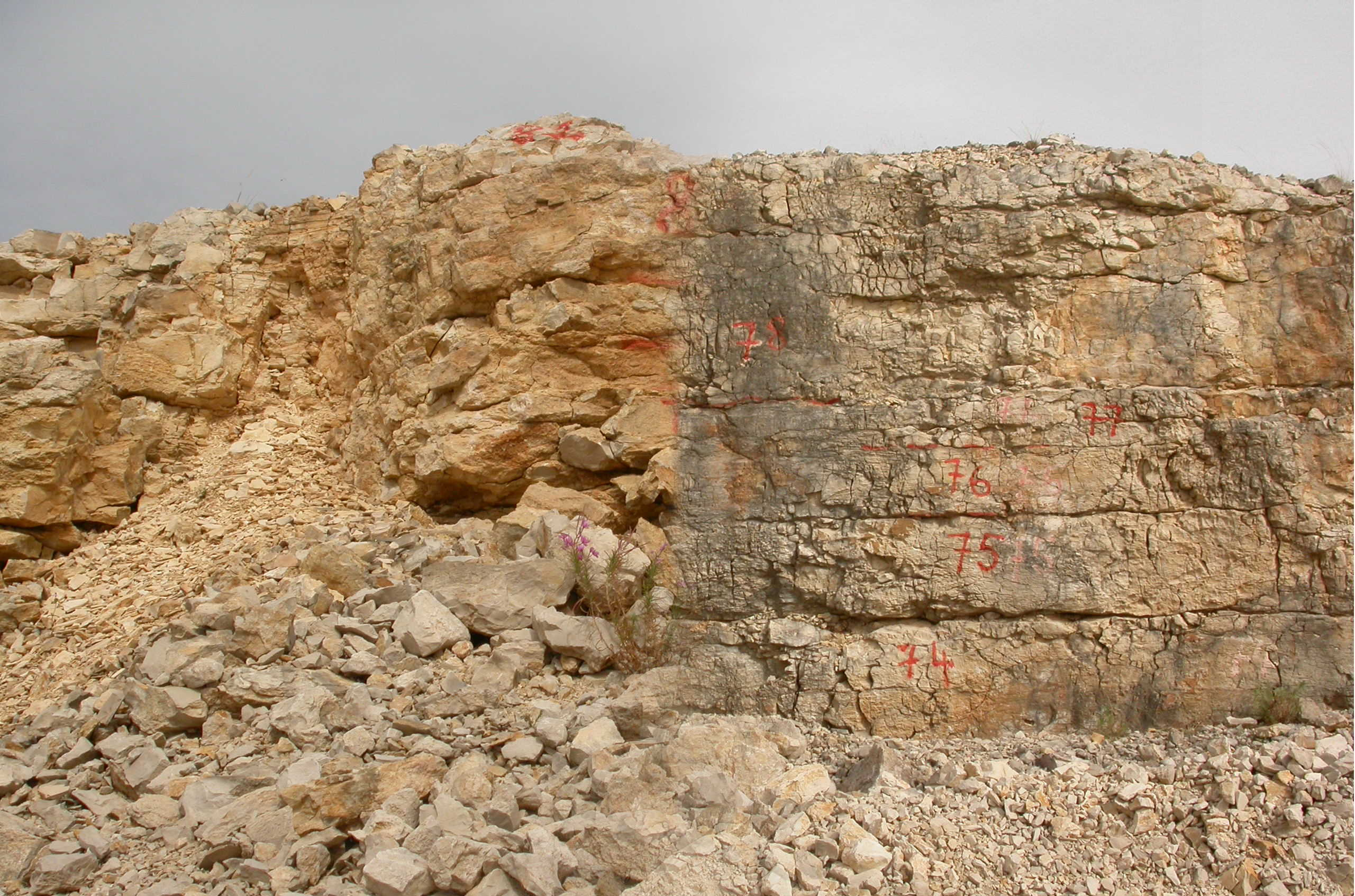
Pedrera en què es descobrí el Compsognathus francès.

Durant el Juràssic superior, Europa era un sec arxipèlag tropical a la riba del mar de Tetis. Els llims fins en què es trobaren els esquelets de Compsognathus tenen el seu origen en calcites provinents de les closques d'organismes marins. Tant l'àrea de Solnhofen com la de Canjuers, on es conservaren els Compsognathus, eren llagunes situades entre les platges i les barreres de corall de les illes europees del Juràssic al mar de Tetis. Contemporaris de Compsognathus inclouen l'au primitiva Archaeopteryx i els pterosaures Rhamphorhynchus i Pterodactylus. Els mateixos sediments en què es conservaren els Compsognathus també contenen fòssils d'una sèrie d'animals marins com ara peixos, crustacis, equinoderms i mol·luscs marins, confirmant que l'hàbitat d'aquest teròpode era costaner. No s'ha trobat cap dinosaure associat amb Compsognathus, cosa que indica que, de fet, aquest petit dinosaure podria haver estat el depredador alfa terrestre d'aquestes illes.

## Paleobiologia

### Mans

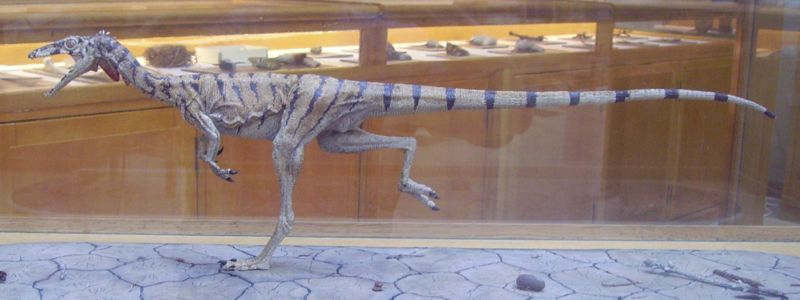
Compsognathus era un predador àgil i actiu, com el presenta aquest model exposat al Museu d'Història Natural de la Universitat d'Oxford.

L'exemplar de Compsognathus descobert a Alemanya al segle xix només presentava dos dits a cada pota davantera, portant els científics a concloure que aquesta era l'aparença de la criatura en vida. Tanmateix, el fòssil descobert posteriorment a França revelà que les mans tenien tres dits, de manera semblant als altres membres de gèneres compsognàtids. Simplement, la fossilització de l'exemplar alemany no havia preservat bé les potes davanteres de l'animal. Bidar suposà que l'exemplar francès tenia potes davanteres palmades, que en vida haurien tingut l'aparença d'aletes. Al llibre del 1975 The Evolution and Ecology of the Dinosaurs, L. B. Halstead descriu l'animal com un dinosaure amfibi capaç d'alimentar-se de preses aquàtiques i nedar per fugir de depredadors més grossos. Ostrom refutà aquesta hipòtesi demostrant de manera concloent que l'exemplar francès era gairebé idèntic a l'alemany en tots els aspectes tret de la mida. Peyer confirmà aquestes conclusions.

### Dieta

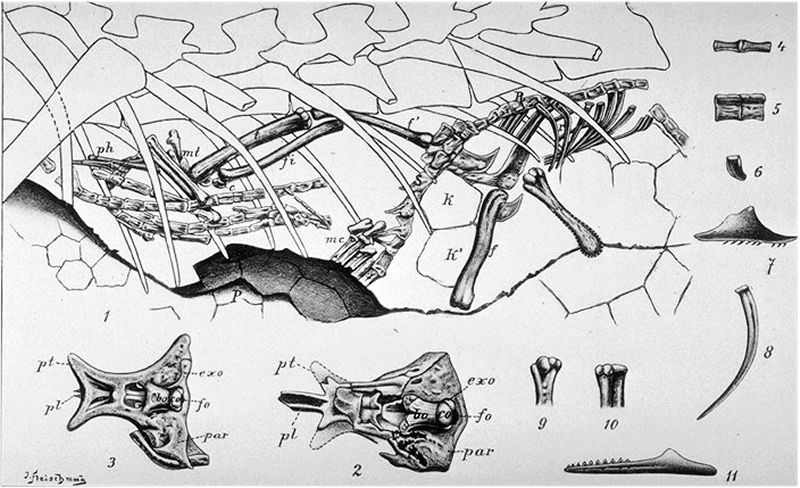
Aquesta il·lustració del 1903 feta per Nopcsa mostra el contingut gàstric de l'exemplar de Compsognathus alemany.

Les restes d'una sargantana dins la cavitat toràcica de l'exemplar alemany mostren que Compsognathus s'alimentava de petits vertebrats. Marsh, que examinà l'exemplar el 1881, pensà que aquest petit esquelet dins del ventre de Compsognathus era un embrió, però el 1903, Franz Nopcsa conclogué que era una sargantana. Ostrom identificà les restes com pertanyents a una sargantana del gènere Bavarisaurus, que segons ell era un corredor ràpid i àgil, a causa de la seva llarga cua i les proporcions de les potes. Això, al seu torn, portà a la conclusió que el seu predador, Compsognathus, hauria d'haver tingut una vista aguda i la capacitat d'accelerar ràpidament i córrer més que la sargantana. Aquest Bavarisaurus es troba en una única peça, indicant que Compsognathus es devia empassar les preses senceres. Els continguts gàstrics de l'exemplar francès consisteixen en sargantanes sense identificar o esfenodòntids.

### Possibles ous
Els científics descobriren ous de 10 mm de diàmetre a prop de les restes fòssils del Compsognathus alemany. El 1901, Friedrich von Huene els interpretà com ossificacions dèrmiques. Griffiths els redescrigué com ous immadurs el 1993. Tanmateix, investigadors posteriors han posat en dubte la seva relació amb el gènere Compsognathus perquè foren trobats a l'exterior de la cavitat corporal de l'animal. Un fòssil ben preservat de Sinosauropteryx, un gènere relacionat amb Compsognathus, presenta dos oviductes amb dos ous sense pondre. Aquests ous, proporcionalment més grossos i menys nombrosos, de Sinosauropteryx posen encara més en dubte la identificació original dels ous de Compsognathus.

### Plomes i relació amb els ocells

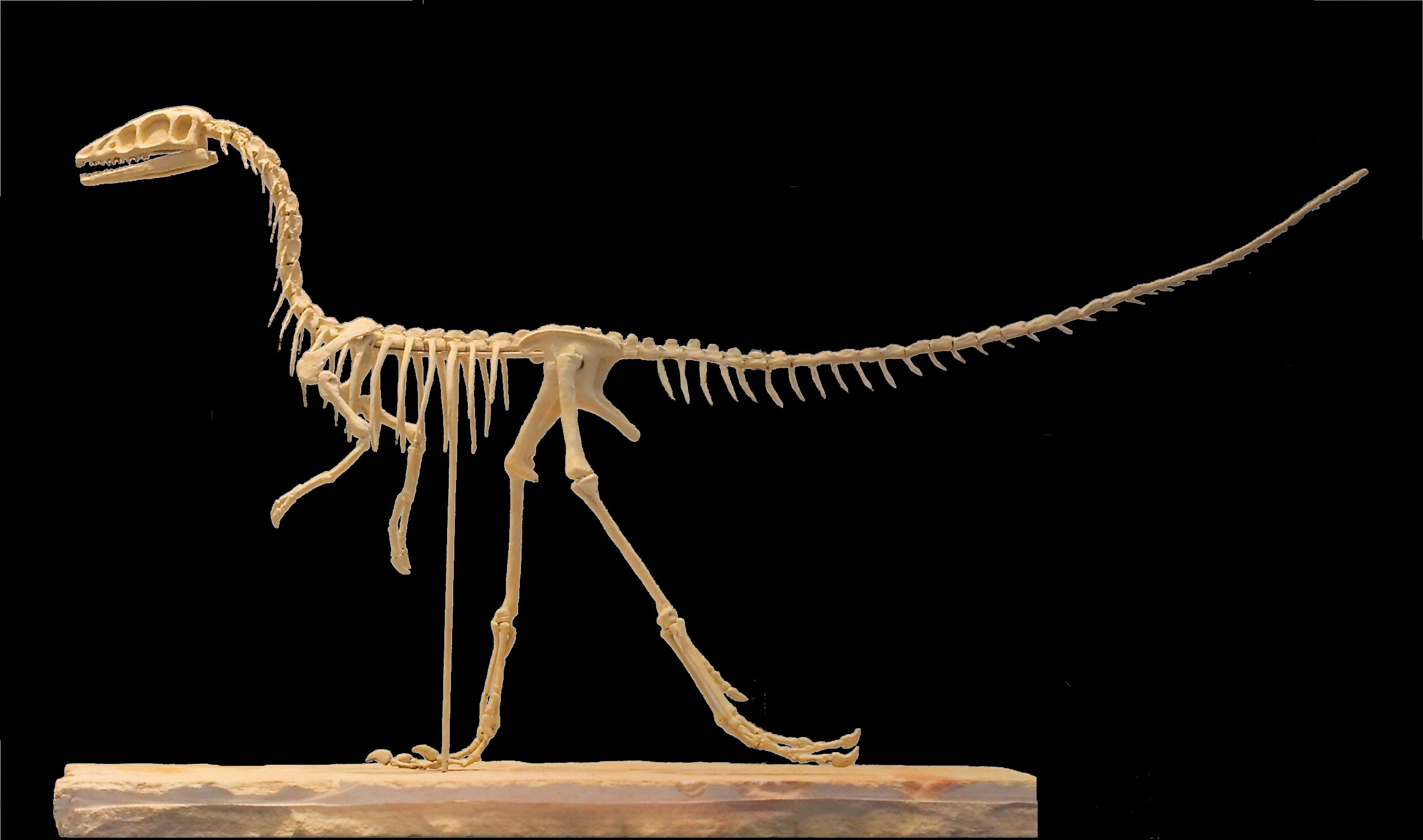
Reconstrucció de l'esquelet semblant al dels ocells de Compsognathus longipes (Múnic).

Durant gairebé un segle, Compsognathus fou l'únic petit teròpode ben conegut. Això portà a comparacions amb l'arqueòpterix i a suggeriments d'una relació d'aquest dinosaure amb els ocells. De fet, Compsognathus, més petit que l'arqueòpterix, augmentà l'interès de Huxley en l'origen de les aus. Els dos animals comparteixen moltes similarituds en forma, mida i proporcions; de fet, tantes, que durant molts anys un esquelet sense plomes d'arqueòpterix fou identificat erròniament com Compsognathus. Actualment se sap que molts altres dinosaures, incloent-hi Deinonychus, Oviraptor i Segnosaurus, tenien una relació més propera amb les aus.

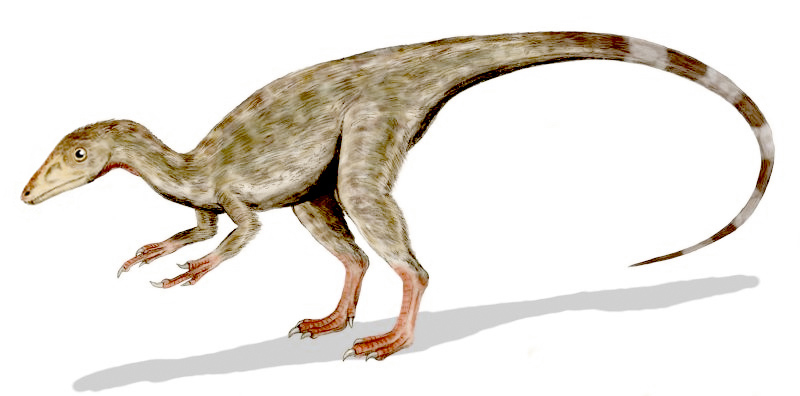
La posició filogenètica de Compsognathus suggereix que el seu cos podria haver estat cobert d'estructures semblants a plomes.

No s'han preservat plomes ni estructures semblants en els fòssils de Compsognathus, a diferència de l'arqueòpterix, que fou trobat als mateixos sediments; per tant, moltes descripcions presenten Compsognathus sense plomes. Tanmateix, les úniques plomes trobades associades amb l'arqueòpterix són les plomes grans de les ales i la cua; les plomes curtes que probablement cobrien el cos s'han conservat rarament. Von Huene informà de la presència d'un tros de pell fossilitzat a la regió abdominal del Compsognathus alemany, però Ostrom ho refutà posteriorment. Alguns parents de Compsognathus, Sinosauropteryx i Sinocalliopteryx, han quedat preservats amb les restes de plomes senzilles que els cobrien el cos com una mena de pèl, indicant que Compsognathus podria haver tingut un plomissol. En contrast, un tros de pell fossilitzada de la cua i una pota posterior d'un altre suposat gènere de compsognàtid, Juravenator, només presenta escates, sense cap indici que hi hagués plomes a les parts preservades. Això podria significar que la cobertura de plomes no era completa en aquest grup de dinosaures, tot i que una revisió del 2007 de Butler i Upchurch posà en dubte la classificació de Juravenator a la mateixa família que Compsognathus.

## Classificació

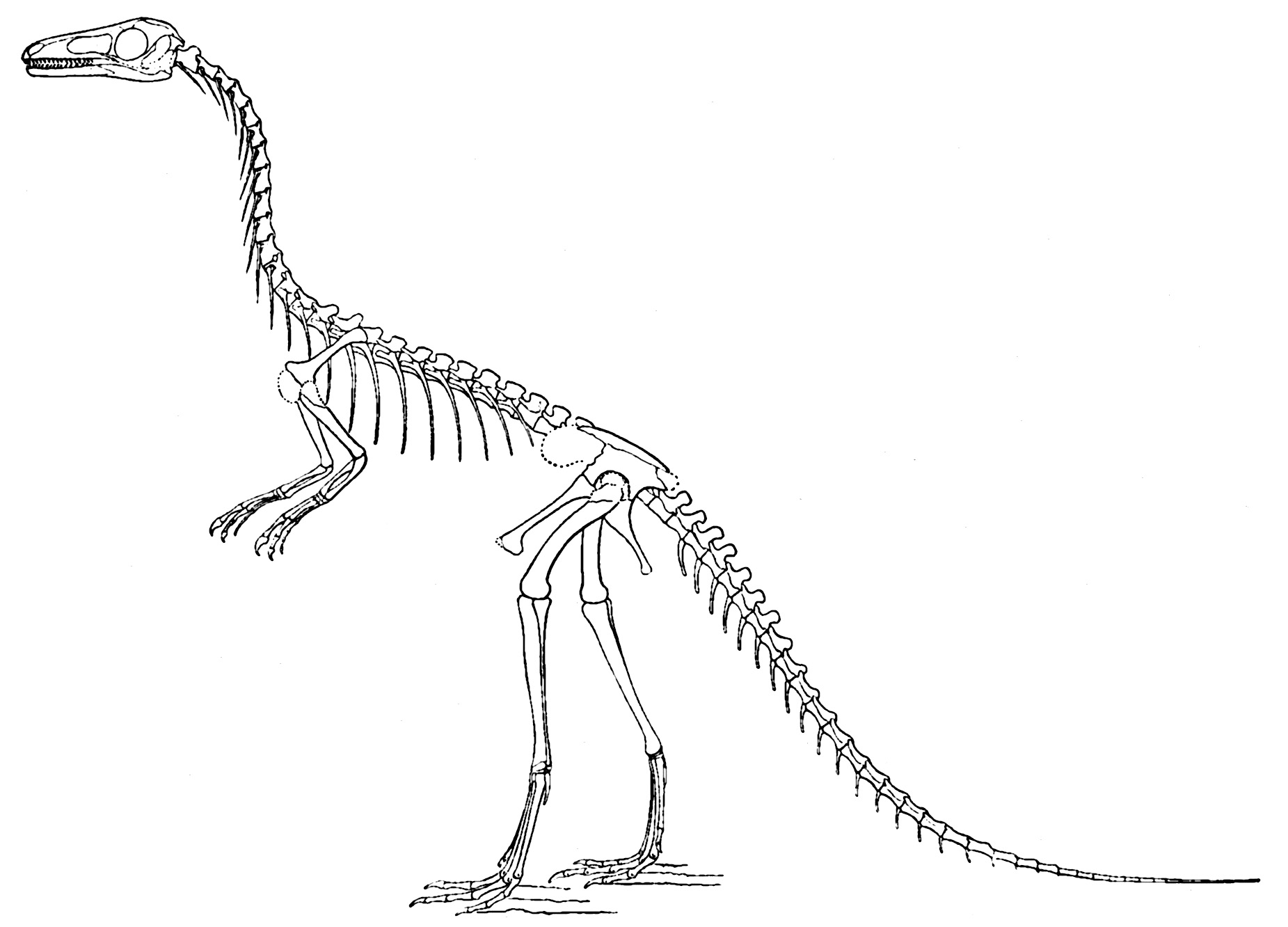
Representació història d'un esquelet de Compsognathus longipes feta per O.C. Marsh.

Compsognathus dona nom a la família dels compsognàtids, un grup compost principalment de petits dinosaures del Juràssic superior i Cretaci inferior de la Xina, Europa i Sud-amèrica. Durant molts anys en fou l'únic membre conegut; tanmateix, en les últimes dècades els paleontòlegs han descobert diversos gèneres relacionats. El clade inclou Aristosuchus, Huaxiagnathus, Mirischia, Sinosauropteryx, potser Juravenator i Scipionyx. En el passat, Mononykus fou proposat com membre de la família, però això fou refutat per Chen i coautors en un document del 1998; consideraren les semblances entre Mononykus i compsognàtids un resultat d'evolució convergent. La posició de Compsognathus i els seus parents dins del grup dels celurosaures és incerta. Alguns, com ara l'expert en teròpodes Thomas Holtz Jr. i els coautors Ralph Molnar i Phil Currie, al text de gran importància del 2004 Dinosauria, consideren aquesta família la més basal dels celurosaures, mentre que altres la consideren part dels maniraptors.

## Aspectes culturals
Els llibres de dinosaures per nens solen mostrar Compsognathus. Durant molt de temps fou únic per la seva petitesa, car la majoria d'altres dinosaures petits foren descoberts i descrits més d'un segle després del descobriment de Compsognathus.
Més recentment, aquest animal ha aparegut a les pel·lícules El món perdut: Parc Juràssic i Parc Juràssic III. A El món perdut: Parc Juràssic, un dels personatges identifica erròniament l'espècie com Compsognathus triassicus*, combinant el nom genèric de Compsognathus amb el nom específic de Procompsognathus, un petit carnívor relacionat distantment que apareix a les novel·les de Parc Juràssic. Els "compis" són representats com animals socials que cacen en grups, sent així capaços d'abatre preses de mida humana gràcies a l'avantatge numèric. Aquest comportament fou inventat pels creadors de Parc Juràssic car no hi ha cap indici des del punt de vista científic que Compsognathus (o Procompsognathus) tingués aquest tipus de comportament social.